# فريتز أدريان ديلانو
فريتز أدريان ديلانو (بالإنجليزية: Frederic Adrian Delano)‏ هو شخصية أعمال أمريكي، ولد في 1863 في مانهاتن في الولايات المتحدة، وتوفي في 1953 في بوسطن في الولايات المتحدة.